# 伍德格林站
伍德格林站（英語：Wood Green tube station）是倫敦地鐵皮卡迪利線的一個車站，其兩側車站是登碧巷站和磅林站。伍德格林站位於倫敦第3收費區。伍德格林站開通於1932年9月19日。

## 外部連結
- . London Transport Museum. （原始内容存档于2008-03-18）.
  - Wood Green station the day after opening, 1932
  - Interior of ticket hall, 1934